# Wim Decleir
Wim Decleir (5 maart 1971) is een Belgisch handbiker.
In 2006 en 2008 was hij winnaar van de Marathon van Hamburg handbiken. In 2010 haalde Decleir zowel in de tijd- als in de wegrit een bronzen medaille op het wereldkampioenschap in Canada. Een jaar later op het wereldkampioenschap in Denemarken haalde hij zilver op de wegrit. Hij werd gelauwerd in eigen land als paralympiër van het jaar. Op 9 juli 2012 werd hij in Oevel Belgisch kampioen Handbike.
Op de Paralympische Zomerspelen 2012 in Londen werd Wim Decleir derde in de H4-handbike wegrit na de voormalige Italiaanse autocoureur Alessandro Zanardi en de Zuid-Afrikaanse Ernst van Dyk. Hij kon beslag leggen op de bronzen medaille na de 64 km lange omloop op Brands Hatch. Bij de tijdrit werd hij aanvankelijk vierde, maar daar kreeg hij ook achteraf een bronzen medaille, na een positieve dopingtest van de Duitser Norbert Mosandl, die de zilveren medaille veroverd had. 